# Oliviero Toscani
Oliviero Toscani (Milán, 28 de febrero de 1942-Cecina, 13 de enero de 2025) fue un fotógrafo italiano, reconocido principalmente por sus campañas publicitarias diseñadas para la marca de ropa Benetton, las cuales provocaron controversia en las décadas de 1980 y 1990.

## Biografía
Estudió fotografía en Zúrich, Suiza, entre 1961 y 1965. De 1982 a 2000, Toscani trabajó para Benetton, contribuyendo al crecimiento de la marca United Colors of Benetton hasta ser una de las marcas más reconocidas mundialmente.
En una de sus campañas más famosas aparecía una fotografía de un enfermo de sida agonizando en una cama de hospital, rodeado de familiares dolientes. Otras, incluían a Tibor Kalman. Bajo el lema "una revista sobre el resto del mundo", Colors explotaba el multiculturalismo prevalente en la época, así como las campañas publicitarias de Benetton. La línea editorial era independiente de la marca de ropa. En 1993, Toscani creó Fabrica, un centro de investigación sobre el arte en la comunicación; y encargó el diseño al arquitecto japonés Tadao Ando.
En 2007 el fotógrafo vuelve a causar controversia con unas fotografías para una campaña de la firma Nolita, en las cuales aparecía la modelo francesa Isabelle Caro, conocida por padecer anorexia. Las imágenes mostraban a Isabelle extremadamente delgada, desnuda, con los huesos de la cara y la columna vertebral muy notorios bajo la piel y todo su cuerpo en general bastante afectado por este trastorno alimentario.
Además de trabajar con Benetton, Toscani ha sido el diseñador de campañas publicitarias para Esprit, Valentino, Chanel y Fiorucci. Las campañas de Toscani han ganado cuatro veces el premio Lion d'Or en el Festival de Cannes. Personalmente, Toscani ha recibido, entre otros premios, el UNESCO Grand Prix y dos veces el premio Grand Prix d'Affichage. Ha tenido exposiciones individuales, en orden cronológico, en las ciudades de Venecia, Sao Paulo, Milán, Ciudad de México, Helsinki, Roma y otras catorce ciudades.
El 10 de enero de 2025, Toscani fue hospitalizado en un hospital de la localidad de Cecina en Toscana, Italia, a causa de una amiloidosis que él mismo dio a conocer que padecía en una entrevista para el periódico Corriere della Sera en agosto de 2024;tres días después falleció a consecuencia de dicha enfermedad.